# Płaszczyzna (osada)
Płaszczyzna – osada  w Polsce położona w województwie świętokrzyskim, w powiecie opatowskim, w gminie Iwaniska.